# Nützelbach (Oberaurach)
Nützelbach ist ein Gemeindeteil der Gemeinde Oberaurach im unterfränkischen Landkreis Haßberge in Bayern.

## Geographie
Das Dorf liegt einen Kilometer südöstlich von Kirchaich auf der gleichnamigen Gemarkung. Am nordöstlichen Ortsrand fließt die Aurach, ein orografisch linker Nebenflusses der Regnitz, nordöstlich verläuft die Staatsstraße 2276. 

## Geschichte
Nützelbach war ein Gemeindeteil der am  30. April 1978 aufgelösten Gemeinde Kirchaich.